# Disco Love
"Disco Love" é uma canção gravada pelo girl group inglês The Saturdays lançada como quarto single, de seu quarto álbum de estúdio, Living for the Weekend. Escrito e produzido pelos produtores islandeses StopWaitGo, foi lançado em 4 de outubro de 2013 como o quarto single do álbum. A canção atingiu o quinto lugar no UK Singles Chart com a primeira semana de vendas de 51.690 cópias.

## Antecedentes e composição
"Disco Love" tem um tema notável disco, como o seu lado B, "Love Come Down" e "On the Radio", que foram originalmente gravados e lançados por Evelyn King e Donna Summer, respectivamente. É dado reconhecimento e atenção nas letras da canção: "Nunca é inverno quando é Donna Summer durante todo o ano "A canção também faz referências ao single de estréia de Britney Spears em 1998, "...Baby One More Time".  O grupo anunciou o lançamento de "Disco Love" em 26 de julho de 2013 em sua conta oficial no Facebook, anunciando, "Equipe Sats! Estamos aqui na gravação do vídeo para o nosso próximo single, 'Disco Love'! Mal posso esperar para vocês poderem ouvir e ver isso! #SatsDiscoLove "

## Videoclipe
O vídeo que acompanha foi filmado em julho de 2013 em torno de Blackheath Common. Ele estreou no canal das The Saturdays no Vevo, à meia-noite de 25 de agosto de 2013.
O vídeo mostra as The Saturdays percorrendo três décadas: 1970, 1980 e 1990, vestindo roupas adequadamente temáticas e executando a trilha em três configurações diferentes: o campo, uma pista de patinagem e um skatepark.

## Formatos e faixas
Disco Love – CD Single
(Lançado em 4 de Out, 2013)
1. "Disco Love" – 3:14
2. "Love Come Down" – 3:32
3. "On the Radio" – 3:51
4. "Disco Love ([StarLab Disco Radio Edit)" – 3:53

Disco Love – Digital Single
(4 de Out, 2013)
1. "Disco Love" – 3:14

Disco Love (Remixes) – EP
(4 Out de 2013) – 3:21
1. "Love Come Down" – 3:32
2. "On the Radio" – 3:51
3. "Disco Love (StarLab Disco Radio Edit)" – 3:53

Disco Love (Remixes) – Single
(4 de Out, de 2013)
1. "Disco Love (Wideboys Club Mix)" – 5:43
2. "Disco Love (StarLab Disco Club Mix)" – 6:06
3. "Disco Love (LoveBug Club Mix)" – 5:11

Disco Love (Acoustic Live from Transmitter Studios / 2013) – Single
(Released 11 de Out, de 2013)
1. "Disco Love (Acoustic Live from Transmitter Studios / 2013)" – 3:14

## Desempenho nas paradas
| Chart (2013)                               | Maior posição |
| ------------------------------------------ | ------------- |
| Croatia (ARC Top 100)                      | 71            |
| Europa (Billboard Euro Digital Song Sales) | 10            |
| Hungria (Rádiós Top 40)                    | 8             |
| Irlanda (IRMA)                             | 9             |
| Escócia (Scottish Singles Chart)           | 4             |
| Eslováquia (Rádio Top 100)                 | 74            |
| Reino Unido (UK Singles Chart)             | 5             |

### Tabelas musicais de final de ano
| Chart (2013)            | Posição |
| ----------------------- | ------- |
| UK Singles Chart        | 167     |
| Chart (2014)            | Posição |
| Hungary (Rádiós Top 40) | 75      |

## Histórico de lançamento
| País           | Data                  | Formato                             | Gravadora       |
| -------------- | --------------------- | ----------------------------------- | --------------- |
| Irlanda        | 4 de Outubro de 2013  | CD single digital download remix EP | Polydor         |
| Nova Zelândia  | 4 de Outubro de 2013  | CD single digital download remix EP | Polydor         |
| United Kingdom | 6 de Outobro de 2013  | CD single digital download remix EP | Fascination     |
| França         | 14 de Outobro de 2013 | Digital download                    | Universal Music |
| Austrália      | 18 de Outobro de 2013 | Digital download                    | Universal Music |
| United States  | 22 de Outobro de 2013 | Digital download                    | Mercury         |
| Canadá         | 22 de Outobro de 2013 | Digital download                    | Mercury         |